# Haplopsebium nigricorne
Haplopsebium nigricorne là một loài bọ cánh cứng trong họ Cerambycidae.